# Igor Kupiejew
Igor Borisowicz Kupiejew (ur. 20 lutego 1974) – rosyjski i od 1997 roku uzbecki zapaśnik walczący w stylu wolnym. Trzykrotny uczestnik mistrzostw świata, czwarty w 1996. Siódmy na igrzyskach azjatyckich w 1998. Złoty medal na mistrzostwach Azji w 1999 i 2000. Pierwszy w Pucharze Świata w 1996. Zdobył brązowy medal na mistrzostwach świata juniorów w 1992 roku.